# Генеральское (Крым)

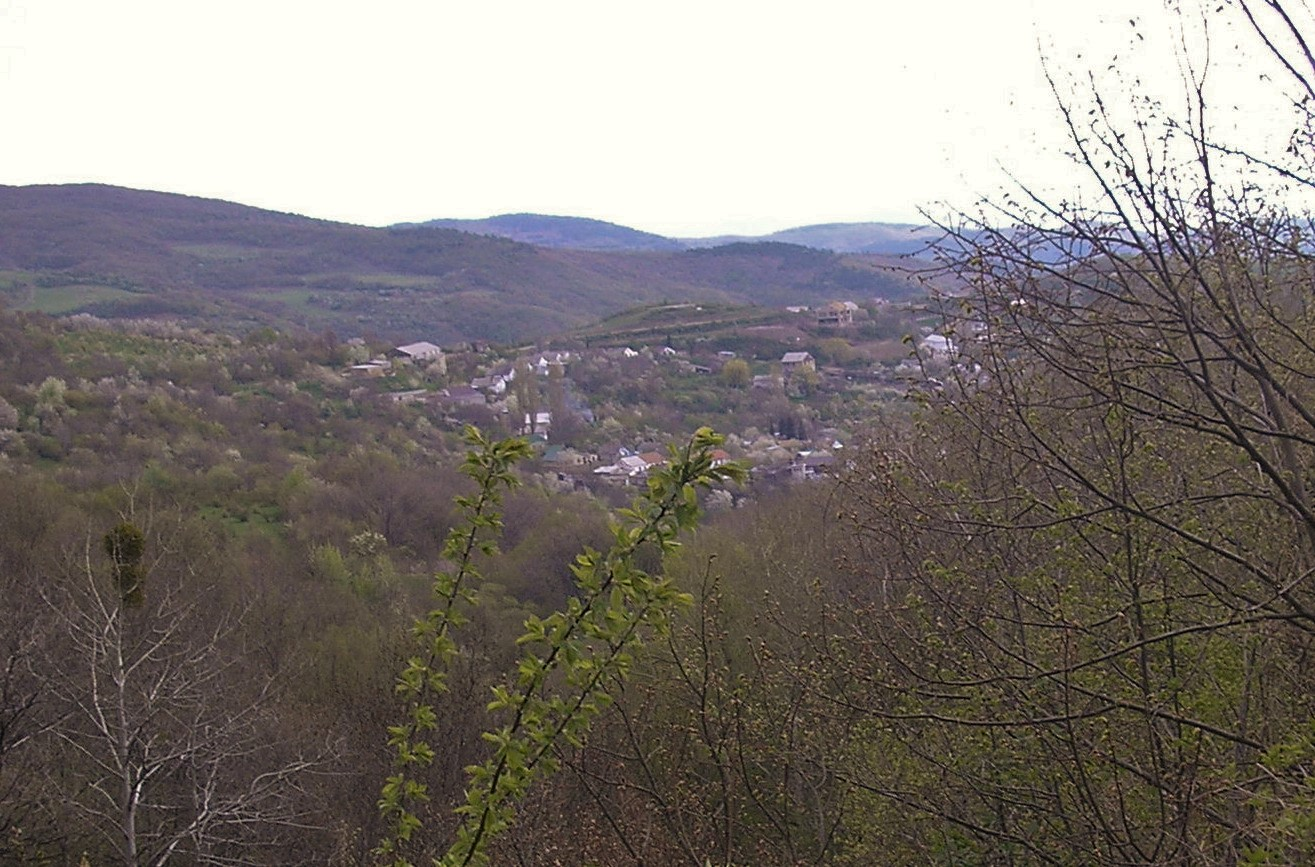
Вид на село с водопада Джур-Джур

Генера́льское (до 1945 года Улу́-Узе́нь; укр. Генеральське, крымскотат. Ulu Özen, Улу Озен) — село на Южном берегу Крыма. Входит в Городской округ Алушта Республики Крым (согласно административно-территориальному делению Украины — Малореченский сельский совет Алуштинского горсовета Автономной Республики Крым).

## Население
| 2001 | 2014 |
| ---- | ---- |
| 289  | ↗312 |

Всеукраинская перепись 2001 года показала следующее распределение по носителям языка:
| Язык             | Число жит. | Процент |
| ---------------- | ---------- | ------- |
| русский          | 232        | 80,28   |
| крымскотатарский | 35         | 12,11   |
| украинский       | 21         | 7,27    |
| белорусский      | 1          | 0,35    |

### Динамика численности
| - 1520 год — 241 чел. - 1542 год — 274 чел. - 1805 год — 178 чел. - 1864 год — 306 чел. - 1886 год — 427 чел. - 1889 год — 735 чел. - 1892 год — 677 чел. - 1897 год — 1091 чел. | - 1902 год — 911 чел. - 1915 год — 1164/0 чел. - 1926 год — 1429 чел. - 1939 год — 1157 чел. - 1989 год — 300 чел. - 2001 год — 289 чел. - 2009 год — 247 чел. - 2014 год — 312 чел. |

## Современное состояние
На 2018 год в Генеральском числится 7 улиц; на 2009 год, по данным сельсовета, село занимало площадь 290,8 гектара на которой проживало 247 человек. В селе действуют сельский клуб, библиотека, отделение Почты России
Село связано автобусным сообщением с Алуштой.

## География
Генеральское расположено на юго-восточном берегу Крыма, в 15 км севернее Алушты, в ущелье Хапхал (долина реки Улу-Узень Восточный, второе название Мегапотамо), известной водопадом Джур-Джур, между Демерджи-яйлой на западе и Караби на востоке, высота центра села над уровнем моря 297 м. Ближайший населённый пункт — Солнечногорское — в 7 км, там же берег Чёрного моря (8 км). Расстояние до Алушты около 32 километров (по шоссе), ближайшая железнодорожная станция — Симферополь-Пассажирский — примерно в 71 километре.

## История
Древняя история греческого села Мегапотамо пока неизвестна, вблизи села находится памятник архитектуры XIV—XV (по некоторым данным — XII) века — остатки церкви Ай-Андрий (по другим источникам — монастырь Ай-Эндрит), заброшеной в 1778 году. Имеются данные, что в селе были ещё храмы — Крестовоздвижения, Успения Богородицы и Святой Анастасии.

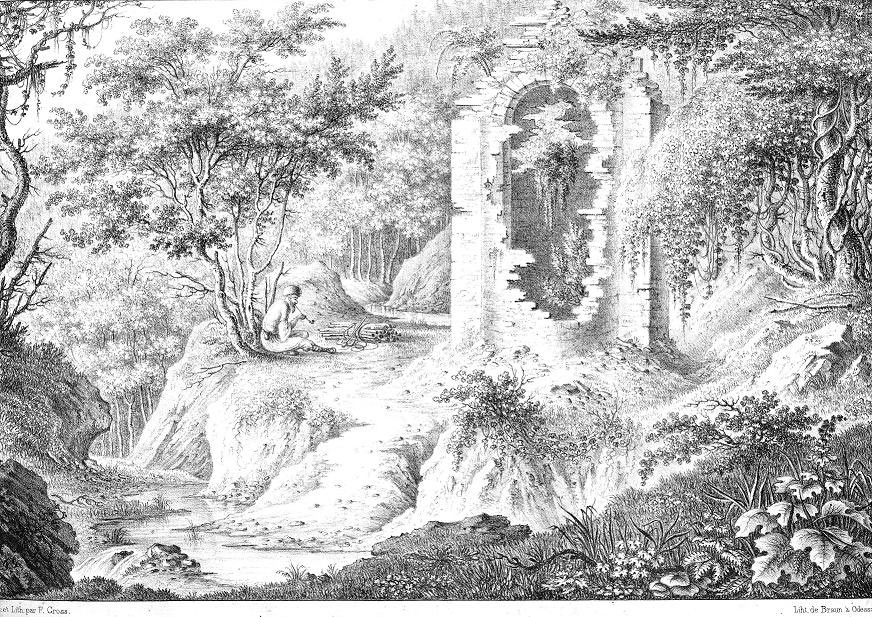
Фёдор Гросс. «Монастырь Ай- Эндрит». 1830-е

Впервые же в исторических документах встречается в хранящихся в Генуе казначейских списках Кафы (cartolfri della Masseria), относимых, примерно, к 1360 году, где, среди прочих, принадлежащих капитанству Готия поселений, упоминается лат. Casalle de Megapotami, или, по крымскотатарски, Улу-Узень. Позже, по договору консула Каффы Джанноне дель Боско от имени Генуи с наместником Солхата Элиас-Беем Солхатским от 1381 года, всё побережье («гористая южная часть Крыма к северо-востоку от Балаклавы», с её поселениями и народом, который суть христиане) было окончательно закреплено за генуэзцами, в составе Капитанства Готия. Существует версия, что (итал. casale de Bezalega) генуэзских документов соответствует Генеральскому. Чаще встречается вариант (итал. Medapotamo), от (греч. Μέγας Ποταμός). После разгрома Кафы османами в 1475 году Улу-Узень перешёл под власть Османской империи и административно был включён в состав Судакский кадылык санджака Кефе (до 1558 года, в 1558—1774 годах — эялета). В материалах первой переписи населения Кефинского санджака 1520 года в Куру-Озен числились только христиане — 49 «немусульманских» семей, из которых 4 семьи потеряли мужчину-кормильца (45 дворов, 241 житель); по второй переписи 1542 года в Улу-Озене также только христиане — 55 полных семей, 1 «овдовевшая», 5 взрослых мужчин холостяков (53 двора, 274 житель); по сведениям за тот год виноградарство давало 16 % налоговых поступлений селения. По налоговым ведомостям 1634 года в селении числилось 33 двора немусульман, из которых недавно прибывших в Улуозен 3: из Кучук-Узеня, Куру-Узеня и Алушты — по 1 двору. Выселились жители 18 дворов: в Кара-Кобу — 5, в Йени-Сала, Куру-Узень и Сартану — по 3, в Демирджи, Айан, Кучук-Узень и Орталан — по 1 двору. В XVII веке на южном побережье Крыма начинает распространяться ислам и в Джизйе дефтера Лива-и Кефе (Османских налоговых ведомостях) 1652 года перечислены всего 12 имён и фамилий проживавших в селении Улу Озен налогоплательщиков-христиан (налог джизйе платили 12 семей). Документальное упоминание селения встречается в «Османском реестре земельных владений Южного Крыма 1680-х годов», согласно которомуКуруозен входил в Судакский кадылык эялета Кефе. Всего упомянуто 56 землевладельцев, из которых 25 иноверцев, владевших 1170,5 дёнюмами земли. В 1700 году В Улу-Узене была построена мечеть. После обретения ханством независимости по Кючук-Кайнарджийскому мирному договору 1774 года «повелительным актом» Шагин-Гирея 1775 года селение было включено в Крымское ханство, в состав Кефинского каймаканства Судакского кадылыка, что зафиксировано и в Камеральном Описании Крыма… 1784 года. В эти годы состоялось выселение в Приазовье крымских христиан — греков и армян. По ведомости о выведенных из Крыма в Приазовье христианах А. В. Суворова от 18 сентября 1778 года из Улоузень было выведено 124 грека — 67 мужчин и 57 женщин, а, в ведомости митрополита Игнатия, Улу-Узень записан, но без указания количества выведенных людей; по другим данным — 23 семьи. По ведомости генерал-поручика О. А. Игельстрома от 14 декабря 1783 года до вывода христиан в селении было 25 дворов и церковь Св. Анастасии. В ведомости «при бывшем Шагин Герее хане сочиненная на татарском языке о вышедших християн из разных деревень и об оставшихся их имениях в точном ведении его Шагин Герея» и переведённой 1785 году, содержится список 26 жителей-домовладельцев деревни Олу Озен, с подробным перечнем имущества и земельных владений. Кюсе оглу Юри и Тодур имели по 3 дома, у 13 хозяев числилось по 2 дома, 26 домов проданы (многие продали по 2 дома, а Кюсе оглу Юри — все 3), 1 дом разорён. У многих были кладовые, числились 4 мельницы для сукна. Из земельных владений у всех перечислены льняные поля, пашни (засевы) и луга (сенокосы), несколько садов, у некоего Дмитрий записан только дом. Также содержится приписка, что «Сверх показанных садов в сей деревне ореховых дерев 22». На новом месте выходцы из села, вместе с бывшими жителями Алушты, Кучук-Узени, Куру-Узени и Демерджи основали село Константинополь.
После присоединения Крыма к России (8) 19 апреля 1783 года, (8) 19 февраля 1784 года, именным указом Екатерины II сенату, на территории бывшего Крымского Ханства была образована Таврическая область и деревня была приписана к Симферопольскому уезду. После Павловских реформ, с 1796 по 1802 год, входила в Акмечетский уезд Новороссийской губернии. По новому административному делению, после создания 8 (20) октября 1802 года Таврической губернии, Улу-Узень был включён в состав Аргинской волости Симферопольского уезда.

По Ведомости о числе селений, названиях оных, в них дворов… состоящих в Симферопольском уезде от 14 октября 1805 года, в деревне Улу-узень числилось 37 дворов и 178 жителей, исключительно крымских татар. На военно-топографической карте генерал-майора Мухина 1817 года деревня Биюк озень обозначена с 40 дворами. После реформы волостного деления 1829 года Улу-Узень, согласно «Ведомости о казённых волостях Таврической губернии 1829 года» передали из Аргинской волости в состав Алуштинской. Шарль Монтандон в своём «Путеводителе путешественника по Крыму, украшенный картами, планами, видами и виньетами…» 1833 года так описал Улу-Узень 
…деревня в 120 дворов, которая благодаря своему возвышенному положению бесконечно привлекательна и живописна. Речушка Улу-Узень… приводит в движение несколько маленьких мельниц… Население Улу-Узени весьма предприимчиво и зажиточно; жители работают в лесах, делают колеса для экипажей, лопаты и выращивают лён очень высокого качества.
Именным указом Николая I от 23 марта(по старому стилю) 1838 года, 15 апреля был образован новый Ялтинский уезд и южнобережную часть Алуштинской волости передали в его состав (Алуштинская волость Ялтинского уезда). На карте 1836 года в деревне 60 дворов, как и на карте 1842 года.

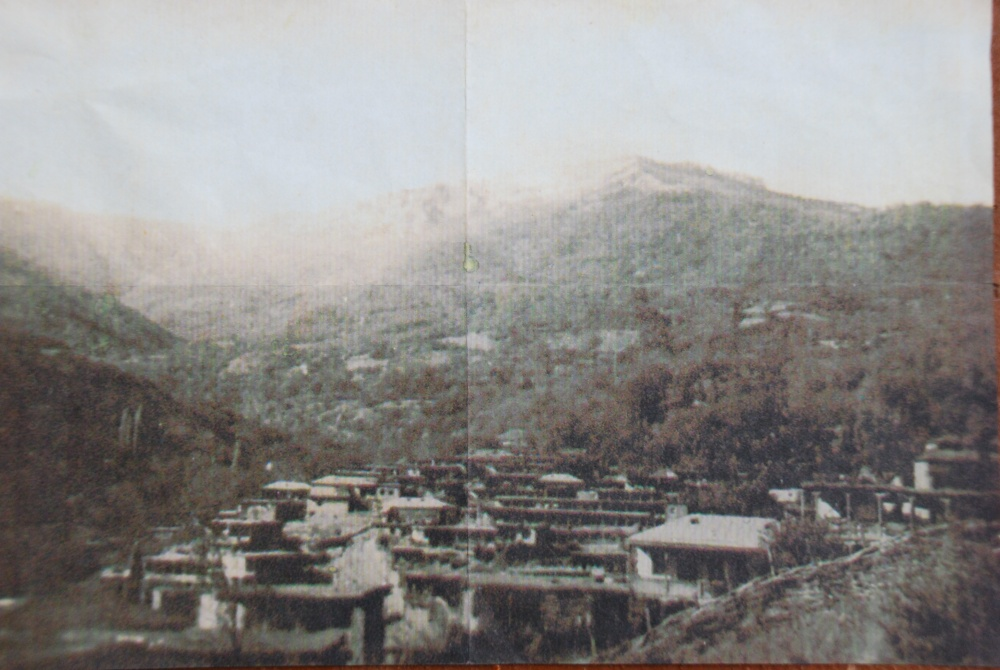
Улу-Узень. 1920 год

В 1860-х годах, после земской реформы Александра II, деревня осталась в составе Алуштинской волости. Согласно «Списку населённых мест Таврической губернии по сведениям 1864 года», составленному по результатам VIII ревизии 1864 года, Улу-Узень — казённая татарская деревня, с 50 дворами, 306 жителями и мечетью при речке Джур-Джур-Джу. На трёхверстовой карте Шуберта 1865—1876 года в деревне Улу-Узень обозначено 59 дворов. На 1886 год в деревне, согласно справочнику «Волости и важнѣйшія селенія Европейской Россіи», проживало 427 человек в 75 домохозяйствах, действовала. По «Памятной книге Таврической губернии 1889 года», по результатам Х ревизии 1887 года, в деревне Улу-Узень числилось 158 дворов и 735 жителей. По «…Памятной книжке Таврической губернии на 1892 год» в Улу-Узени, составлявшем Улу-Узеньское сельское общество, числилось 677 жителей в 106 домохозяйствах, а на верстовой карте 1893 года в деревне Улу-Узень обозначено 120 дворов с татарским населением.
После земской реформы 1890-х годов, которая в Ялтинском уезде прошла после 1892 года, деревню передали в состав новой Кучук-Узеньской волости Ялтинского уезда. Перепись 1897 года зафиксировала в деревне Улу-Узень 1091 жителя, исключительно мусульман (крымские татары). По «…Памятной книжке Таврической губернии на 1902 год» в деревне Улу-Узень, составлявшей Улу-Узеньское сельское общество, числилось 911 жителей в 184 домохозяйствах. По Статистическому справочнику Таврической губернии. Ч.II-я. Статистический очерк, выпуск восьмой Ялтинский уезд, 1915 год, в селе Улу-Узень Кучук-Узеньской волости Ялтинского уезда, числилось 342 двора с татарским населением в количестве 1164 человек приписных жителей.
После установления в Крыму Советской власти, по постановлению Крымревкома от 8 января 1921 года была упразднена волостная система и село подчинили Ялтинскому району Ялтинского уезда. В 1922 году уезды получили название округов, из Ялтинского был выделен Алуштинский район, а, декретом ВЦИК от 4 сентября 1924 года Алуштинский район был упразднён и село вновь присоединили к Ялтинскому. Согласно Списку населённых пунктов Крымской АССР по Всесоюзной переписи 17 декабря 1926 года, в селе Улу-Узень, центре Улу-Узеньского сельсовета Ялтинского района, числилось 340 дворов, все крестьянские, население составляло 1429 человек, из них 1418 крымских татар, 9 русских, 2 записаны в графе «прочие», действовала татарская школа. На 1928 год, согласно Атласу СССР 1928 года, село входило в Карасубазарский район. Постановлением ВЦИК от 30 октября 1930 года был образован Алуштинский татарский национальный район (по другим данным — в 1937 году), село включили в его состав. По данным всесоюзная перепись населения 1939 года в селе проживало 1157 человек.
В 1944 году, после освобождения Крыма от фашистов, согласно Постановлению ГКО № 5859 от 11 мая 1944 года, 18 мая крымские татары были депортированы в Среднюю Азию: на 15 мая 1944 года подлежало выселению 286 семей крымских татар: всего 1260 жителей, из них мужчин — 217, женщин 537, детей — 506 человек; 18 мая 1944 года была выселена 271 семья татар, всего 1079 человек (есть данные, что в Улу-Узени осталась 1 русская семья). 12 августа 1944 года было принято постановление № ГОКО-6372с «О переселении колхозников в районы Крыма», по которому в Алуштинский район из Краснодарского края переселялось 7500 человек, в том числе и в Улу-Узень и в сентябре 1944 года в район приехали первые новоселы (2349 семей) из Краснодарского края, а в начале 1950-х годов последовала вторая волна переселенцев из различных областей Украины. Указом Президиума Верховного Совета РСФСР от 21 августа 1945 года Улу-Узень был переименован в Генеральское и Улу-Узеньский сельсовет — в Генеральский. С 25 июня 1946 года Генеральское в составе Крымской области РСФСР, а 26 апреля 1954 года Крымская область была передана из состава РСФСР в состав УССР. Время упразднения сельсовета пока не установлено: на 15 июня 1960 года он ещё существовал, а на 1968 год село уже в составе Малореченского — возможно, это случилось в кампанию укрупнения 1962 года.
1 января 1965 года, указом Президиума ВС УССР «О внесении изменений в административное районирование УССР — по Крымской области», Алуштинский район был преобразован в Алуштинский горсовет и село включили в его состав. По данным переписи 1989 года в селе проживало 300 человек. С 12 февраля 1991 года село в восстановленной Крымской АССР, 26 февраля 1992 года переименованной в Автономную Республику Крым. С 21 марта 2014 года в составе Крыма аннексировано Россией, с 5 июня 2014 года в Городском округе Алушта.

## Достопримечательности
Шелковица Резниченко — памятник природы регионального значения. Старинный экземпляр шелковицы чёрной возрастом 200 лет. На высоте 1,5 м имеет в обхвате 3 м, высота — 8 м. Находится в центре на автобусной остановке.